# Parlement de l'Union (Birmanie)
Le Parlement de l'Union (birman : ပြည်ထောင်စုလွှတ်တော်) est la législature bicamérale de l'Union de Birmanie (en) de 1948 à 1962, date à laquelle elle est dissoute par le Conseil révolutionnaire de l'Union birmane (en). Elle se compose d'une chambre haute, la Chambre des nationalités et d'une chambre basse, la Chambre des députés.
De 1957 à 1963, le Parlement de l'Union est membre de l'Union interparlementaire (UIP).